# 데키우스
데키우스(Trajan Decius, 라틴어: Gaius Messius Quintus Decius Augustus, 201년~251년)는 249년부터 251년까지 로마 제국의 황제였다.
필리푸스 아라브스의 재위기간동안 유력 정치인이었던 데키우스는 모이시아에서 일어난 반란을 진압한 후 그가 이끄는 군대에 의해 황제로 선포되었다. 249년에 베로나 근처에서 필리푸스와의 전투에서 승리하였고 필리푸스가 자살하자 원로원에 의해 그 후임 황제로 인정되었다. 데키우스는 로마 국가와 전통 종교를 강화하고자 했는데 이는 교황 파비아노 등 많은 기독교인들을 처형한 데키우스 박해로 이어졌다. 데키우스는 아들 헤렌니우스 에트루스쿠스와 공동 통치했다. 아브리투스 전투에서 고트족에 의해 둘 다 죽임을 당한 뒤 트레보니아누스 갈루스와 호스틸리아누스가 그 뒤를 이었다.

## 같이 보기
- 로마 황제 목록